# 电动滑板车

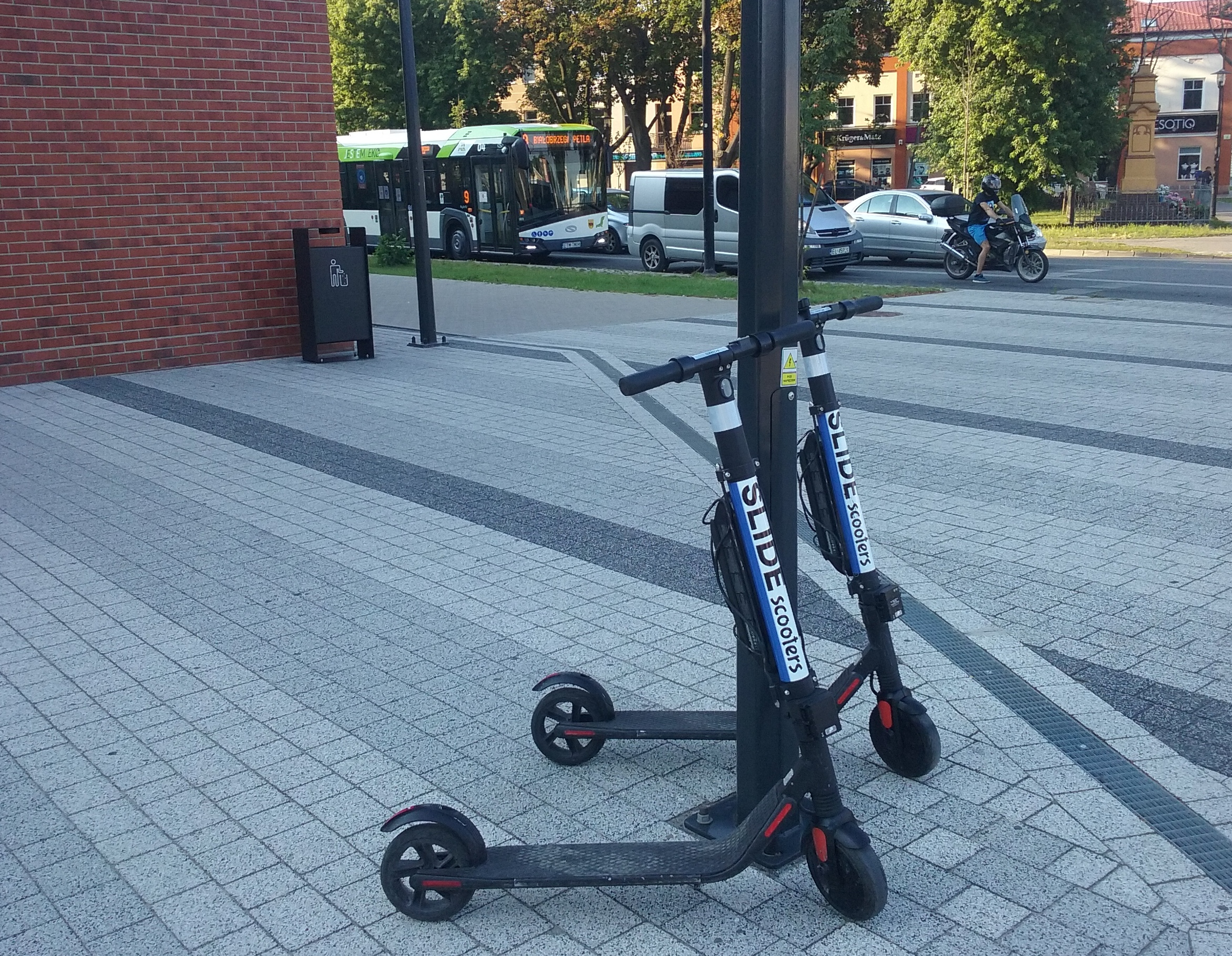
波兰馬佐夫舍地區托馬舒夫街头的电动滑板车

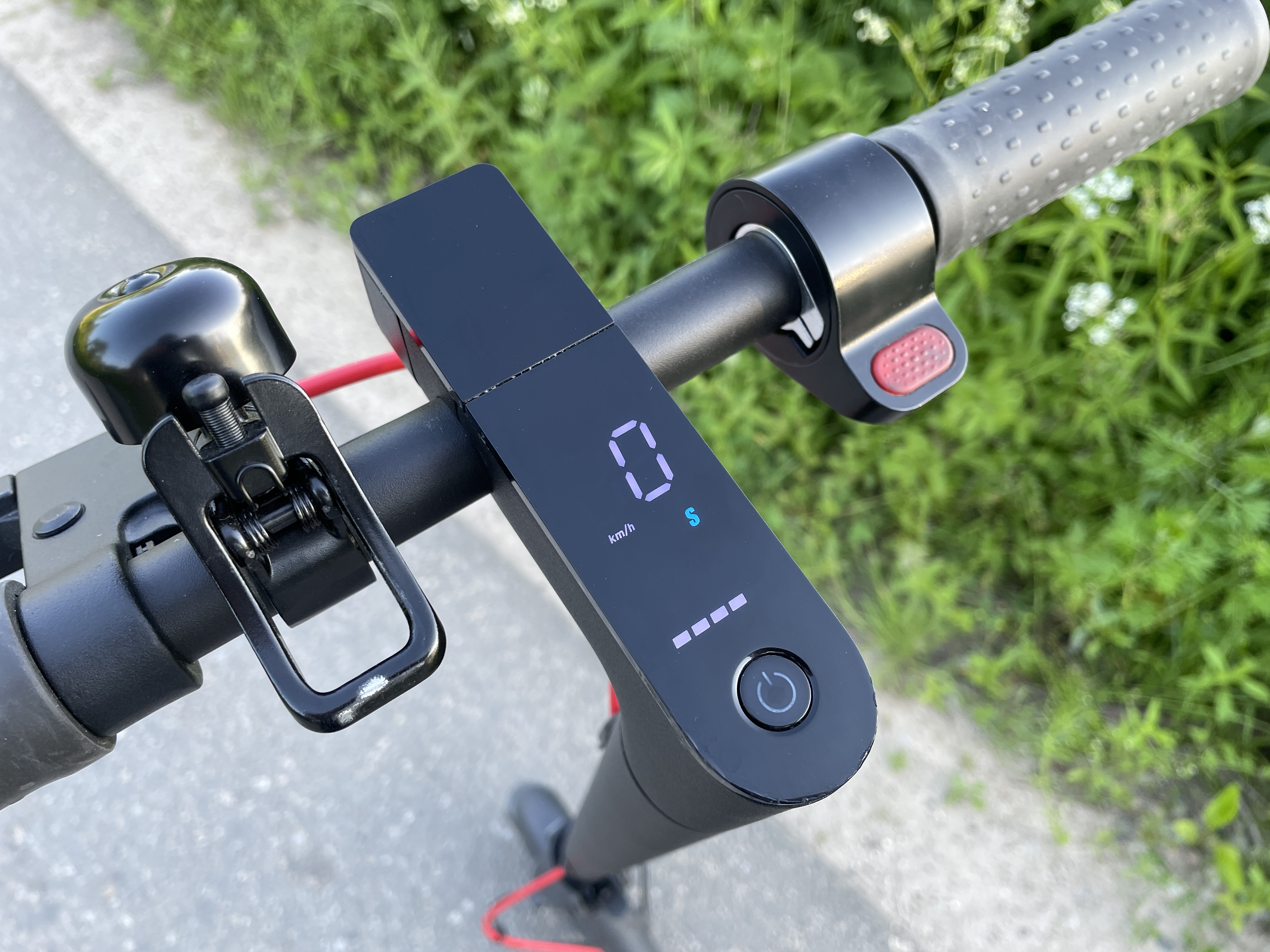
电动滑板车的儀表板

电动滑板车（英語：e-scooter）是配备了电动马达的滑板車，电动滑板車前方有握把，使用者可以站在滑板車上，手握握把操控滑板車行駛。电动滑板车的動力來源是輪轂馬達，安裝在前輪或後輸上。
电动滑板车歸類為微型载具（micromobility）的交通工具，在不少城市已有电动滑板车共享系統，讓使用者可以租賃电动滑板车代步。

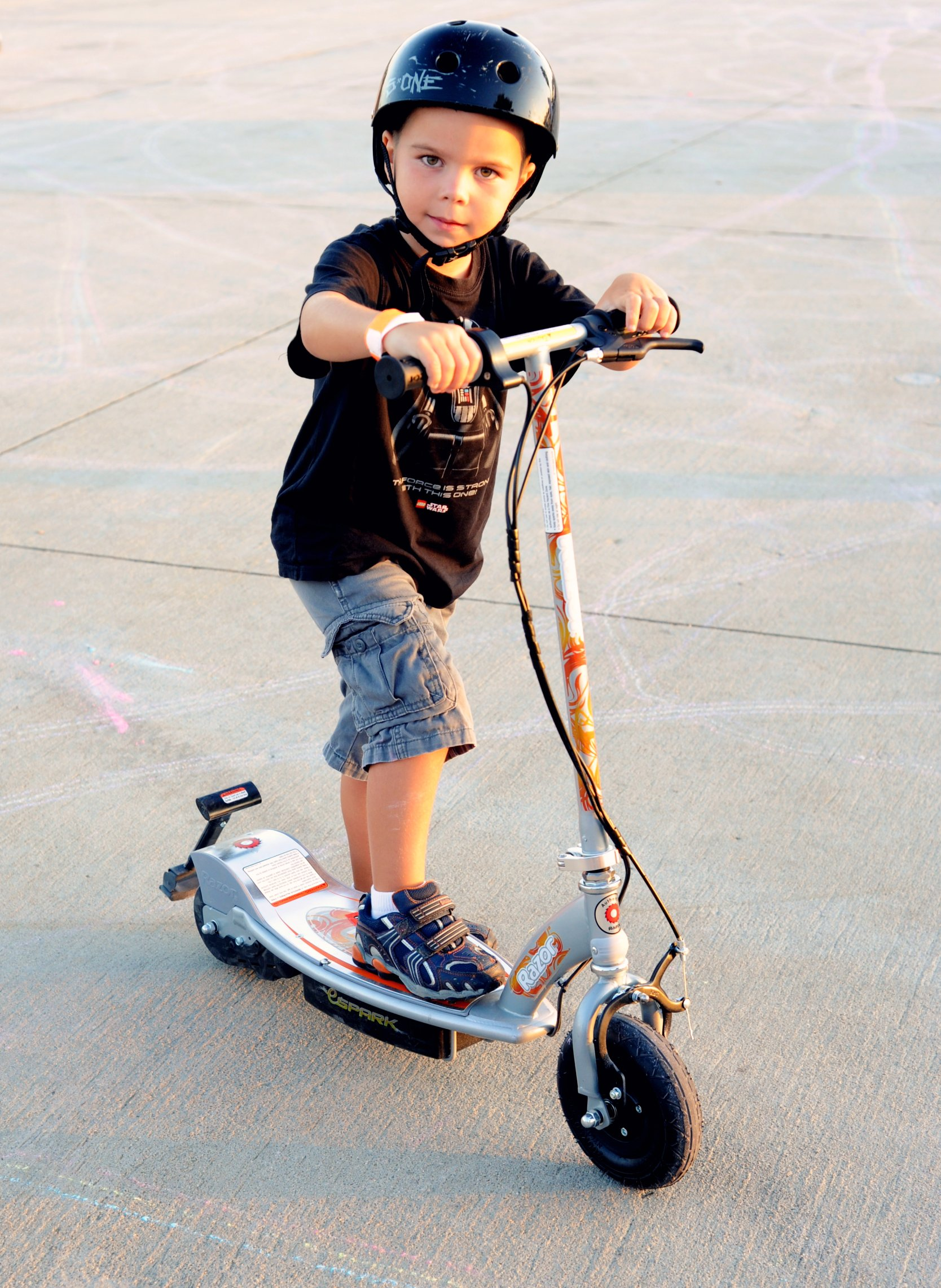
在电动滑板车上的小孩

自2010年代末以来，特别是从2017-2018年，电动滑板车变得越来越流行。

## 零件和功能
电动滑板车的零件包括有豎桿、把手、輪胎、懸吊系統、大燈、電池、剎車、控制器以及電動機。
电动滑板车的兩輪直徑約在8和11英寸（20—28）之間，兩輪之間有平台相連接，駕駛者可以站在上面行駛，有把手供駕駛者操控。
电动滑板车的輪子有以下三種：
- 充氣輪胎（Pneumatic），有些自癒合輪胎（Self-healing tire）可以承受數個小的輪胎破口（直徑小於6mm），輪胎不會洩氣[3]
- 實心胎。
- 空心輪胎（Hollow tire）是用耐磨橡膠製成[4]。

电动滑板车會由电动机直接驅動，不需要齿轮等傳動機構。有些电动滑板车有再生制動功能，可以讓能量回到電池。
不同系列的电动滑板车行駛里程和速度差異很大，其里程範圍可到9至200 km（6至124 mi），最高速度在14至160 km/h（9至99 mph）範圍內。

## 共享系統
2017年時，有自行車共享公司（例如Lime）和滑板车公司（例如Bird Global）開始提供無樁的滑板車共享系統。微型行動市場裡的滑板车區塊在2018年有大幅進展，全世界許多地區已有許多的無樁电动滑板车系統。